# Чемпіонат світу з трекових велоперегонів 2014 — кейрін (жінки)
Змагання з кейріну серед жінок на Чемпіонаті світу з трекових велоперегонів 2014 відбулись 2 березня 2014. У них взяла участь 21 велогонщиця. З кожного із чотирьох кваліфікаційних заїздів у другий раунд виходило по одній найшвидшій спортсменці. Решту брали участь у перезаїздах. До другого раунду виходили по двоє найшвидших велогонщиці із кожного з перезаїздів, разом з чотирма учасницями, які вийшли раніше.
Із кожного з двох заїздів другого раунду у фінал за призові місця виходило по троє спортсменок, решту брали участь у втішному фіналі за 7–12 місця.

## Медалісти
| Золото | Крістіна Фоґель (GER) |
| Срібло | Анна Мірс (AUS)       |
| Бронза | Ребекка Джеймс (GBR)  |

## Результати

### Перший раунд
Перший раунд відбувся о 12:00.

#### Заїзд 1
| Місце | Ім'я             | Країна          | Відставання | Примітки |
| ----- | ---------------- | --------------- | ----------- | -------- |
| 1     | Фатеха Мустапа   | Малайзія        |             | Q        |
| 2     | Віржині Куефф    | Франція         | +0.111      |          |
| 3     | Даніела Гаксіола | Мексика         | +0.207      |          |
| 4     | Еліс Ліхтлі      | Нідерланди      | +0.233      |          |
| 5     | Ребекка Джеймс   | Велика Британія |             | REL      |

#### Заїзд 2
| Місце | Ім'я             | Країна     | Відставання | Примітки |
| ----- | ---------------- | ---------- | ----------- | -------- |
| 1     | Крістіна Фоґель  | Німеччина  |             | Q        |
| 2     | Лісандра Ґуерра  | Куба       | +0.206      |          |
| 3     | Олена Брежніва   | Росія      | +0.326      |          |
| 4     | Шенн Браспенінкс | Нідерланди | +0.415      |          |
| 5     | Хелена Касас     | Іспанія    | +0.544      |          |

#### Заїзд 3
| Місце | Ім'я            | Країна          | Відставання | Примітки |
| ----- | --------------- | --------------- | ----------- | -------- |
| 1     | Лі Хвейші       | Гонконг         |             | Q        |
| 2     | Анна Мірс       | Австралія       | +0.013      |          |
| 3     | Сенді Клер      | Франція         | +0.860      |          |
| 4     | Джессіка Варніш | Велика Британія | +0.987      |          |
| 5     | Олена Цьось     | Україна         | +1.537      |          |

#### Заїзд 4
| Місце | Ім'я               | Країна          | Відставання | Примітки |
| ----- | ------------------ | --------------- | ----------- | -------- |
| 1     | Стефані Мортон     | Австралія       |             | Q        |
| 2     | Катерина Гніденко  | Росія           | +0.106      |          |
| 3     | Таня Кальво        | Іспанія         | +0.205      |          |
| 4     | Хуліана Гавірія    | Колумбія        | +0.298      |          |
| 5     | Кайоно Маеда       | Японія          | +0.430      |          |
| 6     | Вікторія Вільямсон | Велика Британія | +0.587      |          |

### Додатковий раунд
Перезаїзд першого раунду відбувся о 13:15.

#### Заїзд 1
| Місце | Ім'я            | Країна   | Відставання | Примітки |
| ----- | --------------- | -------- | ----------- | -------- |
| 1     | Віржині Куефф   | Франція  |             | Q        |
| 2     | Elena Brezhniva | Росія    | +0.330      | Q        |
| 3     | Хуліана Гавірія | Колумбія | +0.445      |          |
| 4     | Олена Цьось     | Україна  | +0.594      |          |

#### Заїзд 2
| Місце | Ім'я            | Країна     | Відставання | Примітки |
| ----- | --------------- | ---------- | ----------- | -------- |
| 1     | Сенді Клер      | Франція    |             | Q        |
| 2     | Лісандра Ґуерра | Куба       | +0.033      | Q        |
| 3     | Еліс Ліхтлі     | Нідерланди | +0.097      |          |
| 4     | Кайоно Маеда    | Японія     | +0.347      |          |

#### Заїзд 3
| Місце | Ім'я             | Країна          | Відставання | Примітки |
| ----- | ---------------- | --------------- | ----------- | -------- |
| 1     | Анна Мірс        | Австралія       |             | Q        |
| 2     | Ребекка Джеймс   | Велика Британія | +0.051      | Q        |
| 3     | Шенн Браспенінкс | Нідерланди      | +0.488      |          |
| 4     | Таня Кальво      | Іспанія         | +0.740      |          |

#### Заїзд 4
| Місце | Ім'я               | Країна          | Відставання | Примітки |
| ----- | ------------------ | --------------- | ----------- | -------- |
| 1     | Даніела Гаксіола   | Мексика         |             | Q        |
| 2     | Джессіка Варніш    | Велика Британія | +0.003      | Q        |
| 3     | Катерина Гніденко  | Росія           | +0.163      |          |
| 4     | Хелена Касас       | Іспанія         | +0.454      |          |
| 5     | Вікторія Вільямсон | Велика Британія | +0.864      |          |

### Другий раунд
Другий раунд відбувся о 16:10.

#### Заїзд 1
| Місце | Ім'я            | Країна          | Відставання | Примітки |
| ----- | --------------- | --------------- | ----------- | -------- |
| 1     | Сенді Клер      | Франція         |             | Q        |
| 2     | Анна Мірс       | Австралія       |             | Q        |
| 3     | Олена Брежніва  | Росія           |             | Q        |
| 4     | Фатеха Мустапа  | Малайзія        |             |          |
| 5     | Джессіка Варніш | Велика Британія |             |          |
| 6     | Стефані Мортон  | Австралія       |             |          |

#### Заїзд 2
| Місце | Ім'я             | Країна          | Відставання | Примітки |
| ----- | ---------------- | --------------- | ----------- | -------- |
| 1     | Крістіна Фоґель  | Німеччина       |             | Q        |
| 2     | Ребекка Джеймс   | Велика Британія |             | Q        |
| 3     | Даніела Гаксіола | Мексика         |             | Q        |
| 4     | Лісандра Ґуерра  | Куба            |             |          |
| 5     | Лі Хвейші        | Гонконг         |             |          |
| 6     | Віржині Куефф    | Франція         |             |          |

### Фінали
Фінали відбулись о 16:50.

#### Малий фінал
| Місце | Ім'я            | Країна          | Відставання | Примітки |
| ----- | --------------- | --------------- | ----------- | -------- |
| 7     | Лі Хвейші       | Гонконг         |             |          |
| 8     | Фатеха Мустапа  | Малайзія        | +0.013      |          |
| 9     | Стефані Мортон  | Австралія       | +0.226      |          |
| 10    | Віржині Куефф   | Франція         | +0.249      |          |
| 11    | Лісандра Ґуерра | Куба            | +0.344      |          |
| 12    | Джессіка Варніш | Велика Британія | +0.472      |          |

#### Фінал
| Місце | Ім'я             | Країна          | Відставання | Примітки |
| ----- | ---------------- | --------------- | ----------- | -------- |
| 1     | Крістіна Фоґель  | Німеччина       |             |          |
| 2     | Анна Мірс        | Австралія       | +0.085      |          |
| 3     | Ребекка Джеймс   | Велика Британія | +0.140      |          |
| 4     | Олена Брежніва   | Росія           | +0.224      |          |
| 5     | Даніела Гаксіола | Мексика         | +0.269      |          |
| 6     | Сенді Клер       | Франція         | +0.330      |          |